# العودة (رياضة)
العودة هو حدث لفريق أو شخص رياضي مُشترك في مسابقة حيث يتمكن من التغلب على المنافس بعد الخسارة أو التأخر في النقاط أو المركز. وُصِفت ب «الجانب الأعظم الوحيد من المنافسة الذي يجسد الروح غالبًا مما يجعل الرياضة استثنائية».
وقد لُوحظ من رياضات التي تشمل وجود متفرجين «ان اللعب الدرامي الذي يشمل لاعِبَين؛ غالبا يتصاعد التشجيع عندما يكون أحد اللاعبين متقدما، ثم يقلب الخصم الطاولة فجأة ويعود للمنافسة»، مما يؤدي إلى جذب مزيدًا من الحماس أكثر من لو كان المنافس يهزم الآخر من دون تعثر. من المرجح ان يشعر المشجعون بشكل أفضل عند خسارة فريق كان قد عدل النتيجة لفترة قصيرة (العودة)، من فريق قد خسر بنفس النتيجة ولكن لعب بشكل متوازن خلال المباراة وسمح للفريق الخصم بالفوز.
في بعض الرياضات، لاسيما تلك التي يحكمها الوقت، فإن الوقت المُستغرق لتسجيل النقاط يجعل العودة في النتيجة مستحيلة عندما يكون هناك تأخير كبير في النتيجة ولا يمكن تعديلها في الوقت المتبقي. وبالرغم من ذلك، فقد لوحظ انه، "في بعض الرياضات، مثل التنس والبيسبول، أن العودة ممكنة حتى النقطة الاخيرة، بغض النظر عن مدى تأخر النتيجة. قامت بعض وكالات الأخبار الرياضية بتجميع قوائم لـ "أعظم مباريات عودة" في مختلف الرياضات.
تم إجراء بعض الدراسات الأكاديمية للعودة في الرياضة. افادت إحدى الدراسات إلى أنه في رياضة كرة السلة وكرة القدم وهوكي الجليد، يفوز الفريق المتقدم بالنتيجة في بداية الفترة الأخيرة من المباراة (مثل الشوط الثاني في كرة القدم) بنسبة 50%، وقد يتمكن الفريق الخاسر من العودة ويتغلب على التأخير في النتيجة بنسبة 50%. واشارت دراسة أخرى إلى أن أفضلية اللعب للفريق في ملعبه (ميزة المنزل) لها تأثيراً كبيراً على احتمالية عودته في وقت متأخر، مشيراً إلى أنه بالنسبة للفرق في كرة السلة للمحترفين، فإن احتمال عودة الفريق المُضيف في الربع الرابع من المباراة أكبر بثلاث مرات من احتمالية عودة الفريق الزائر (60.3% للفريق المُضيف مقابل 39.7% للفريق الزائر). يمكن وصف العودة على أنها «خنق» من قِبل فريق الخصم مما يسمح لهم بالعودة.
يشير مصطلح «العودة» أيضا إلى عودة (أو المحاولة للعودة) فناني الأداء إلى المستوى السابق للمنافسة بعد حدث سلبي قد يهدد حياتهم المهنية أو الغياب لفترة من الوقت، سواء كان الغياب طوعي أو بسبب التقاعد أو إصابة أو أسباب طبية أو بعض الظروف الأخرى. بالإضافة للرياضة، يمكن استخدام مصطلح العودة في هذا السياق في مجالات أخرى مثل السياسة وصناعة الترفيه.

## كرة القدم الأمريكية
لا يوجد تعريف أو احصائية للعودة في كرة القدم الامريكية، إلا ان بعض الجماهير يشيرون إلى قدرة عودة بعض الفرق في وقت متأخر من المباراة. يمكن للفريق العودة في الشوط الثاني من المباراة بعد تأخره كثيراً في نتيجة المباراة في الشوط الأول أو العودة في الربع الرابع مع بقاء ربع واحد فقط من المباراة بعد تأخرهم كثيرا في النتيجة. إن العودة في المباراة لها أهمية تاريخية بشكل خاص. على سبيل المثال، في كرة القدم الأميركية، يُشير مصطلح العودة إلى المباراة الفاصلة في دوري كرة القدم الأمريكي بين فريقي بوفالو بيلز وهيوستن أوليرز التي لُعبت في الثالث من يناير عام 1993. شهدت المباراة تعافي فريق بوفالو بيلز بعد أن تأخروا بفارق 32 نقطة بوقت قصير بعد بداية الشوط الثاني للفوز بالمباراة في الوقت الإضافي بنتيجة 41-38، لتكون أكبر عودة من حيث النقاط في تاريخ اتحاد كرة القدم الأمريكي في الموسم العادي ومنافسات خروج المغلوب.
أُشير إلى هذا الفوز على أنه «أعظم عودة في تاريخ دوري كرة القدم الأمريكي». مثال بارز آخر على العودة حدث في السوبر بول LI (super bowl LI) في المباراة التي لُعبت في الخامس من فبراير عام 2017 عندما كان فريق نيو إنجلاند باتريوتس متأخرًا بفارق 25 نقطة في الربع الثالث من المباراة ليتغلب على فريق اتلانتا فالكونز في الوقت الإضافي بنتيجة 34-28، ليكون اللقب الثاني له في البطولة خلال ثلاث سنوات.
شهدة المباراة بين فريق مشيغن ستيت سبارتانز (Michigan state Spartans) وفريق نورث ويسترن (Northwestern) عام 2006 أكبر عودة في تاريخ الدوري الوطني لكرة القدم الأمريكية عندما تأخر فريق مشيغين ستيت سبارتانز ليعود ويسجل 38 نقطة بلا رد في الربع الثالث دقيقة ليتغلب على فريق نورث ويسترن وايلد كاتس لينهي النتيجة بواقع 41-38 بعد أن كان متأخرا بنتيجة 38-3 في الربع الثالث مع تبقي 9:54 دقيقة.